# Gljufrafoss
Gljúfrafoss es una pequeña cascada situada al norte de Seljalandsfoss, en Islandia. Las cataratas están parcialmente cubiertas por un peñasco, y cuentan con un sendero ventoso y unas escaleras de madera permiten ascender más o menos hasta la mitad de la cascada, desde donde se puede apreciar el panorama.